# Kolla immaculata
Kolla immaculata är en insektsart som beskrevs av Walker 1851. Kolla immaculata ingår i släktet Kolla och familjen dvärgstritar. Inga underarter finns listade i Catalogue of Life.